# Badaling

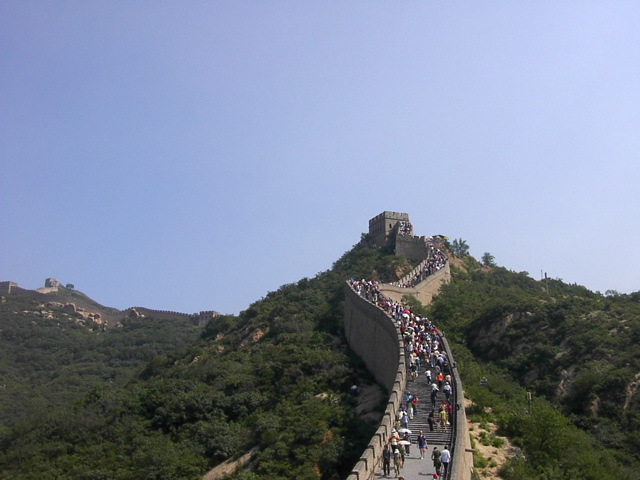
Wielki Mur Chiński w Badaling

Badaling (chin. upr. 八达岭, chin. trad. 八達嶺, pinyin Bādálǐng) – pasmo wzgórz położone na obszarze miasta wydzielonego Pekin w Chinach, około 70 km na północ od centrum aglomeracji. Miejsce to słynie z biegnącego wzdłuż niego odcinka Wielkiego Muru Chińskiego i jest jedną z największych atrakcji turystycznych Państwa Środka. Całkowita długość muru w tym regionie wynosi 4,8 kilometra. Ufortyfikowany jest on 19 strażnicami. Jest to najlepiej zachowany odcinek Wielkiego Muru.
Przebiegający przez Badaling odcinek Wielkiego Muru położony jest na wysokości ponad 1000 m n.p.m. i strzeże przełęczy Juyongguan. Wzniesiono go za panowania dynastii Ming, około 1505 roku. W XX wieku został on gruntownie odrestaurowany, a w 1957 roku był pierwszym odcinkiem udostępnionym turystom. Obecnie co roku odwiedza go ponad 100 milionów osób.
Badaling jest stałym punktem programu zwiedzania przez zagranicznych przywódców składających wizyty w Chinach. W 1972 roku był tam amerykański prezydent Richard Nixon w czasie swojej historycznej wizyty w Chinach oraz m.in.: Margaret Thatcher, Ronald Reagan, Michaił Gorbaczow, królowa Elżbieta II.

## Galeria – Wielki Mur

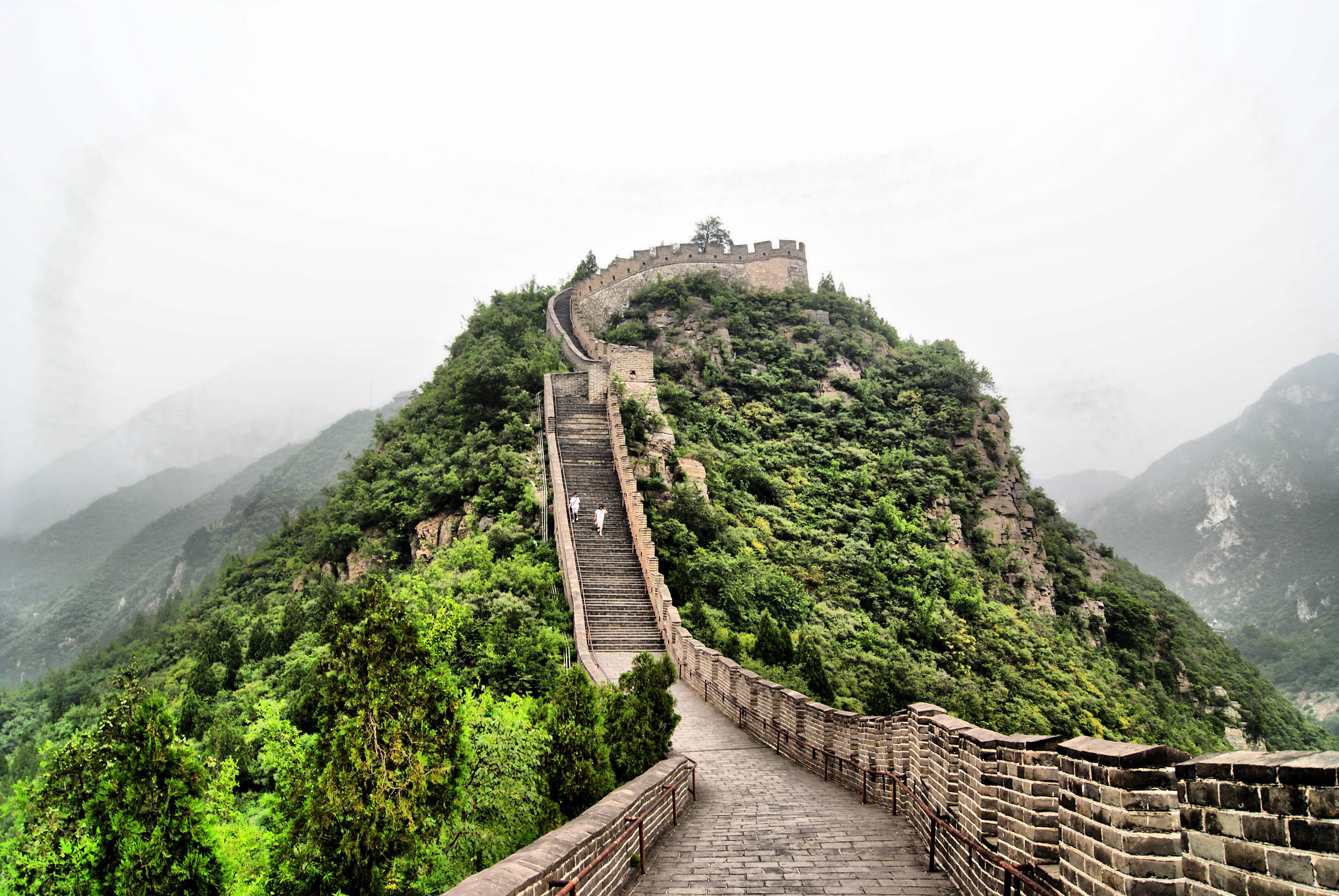
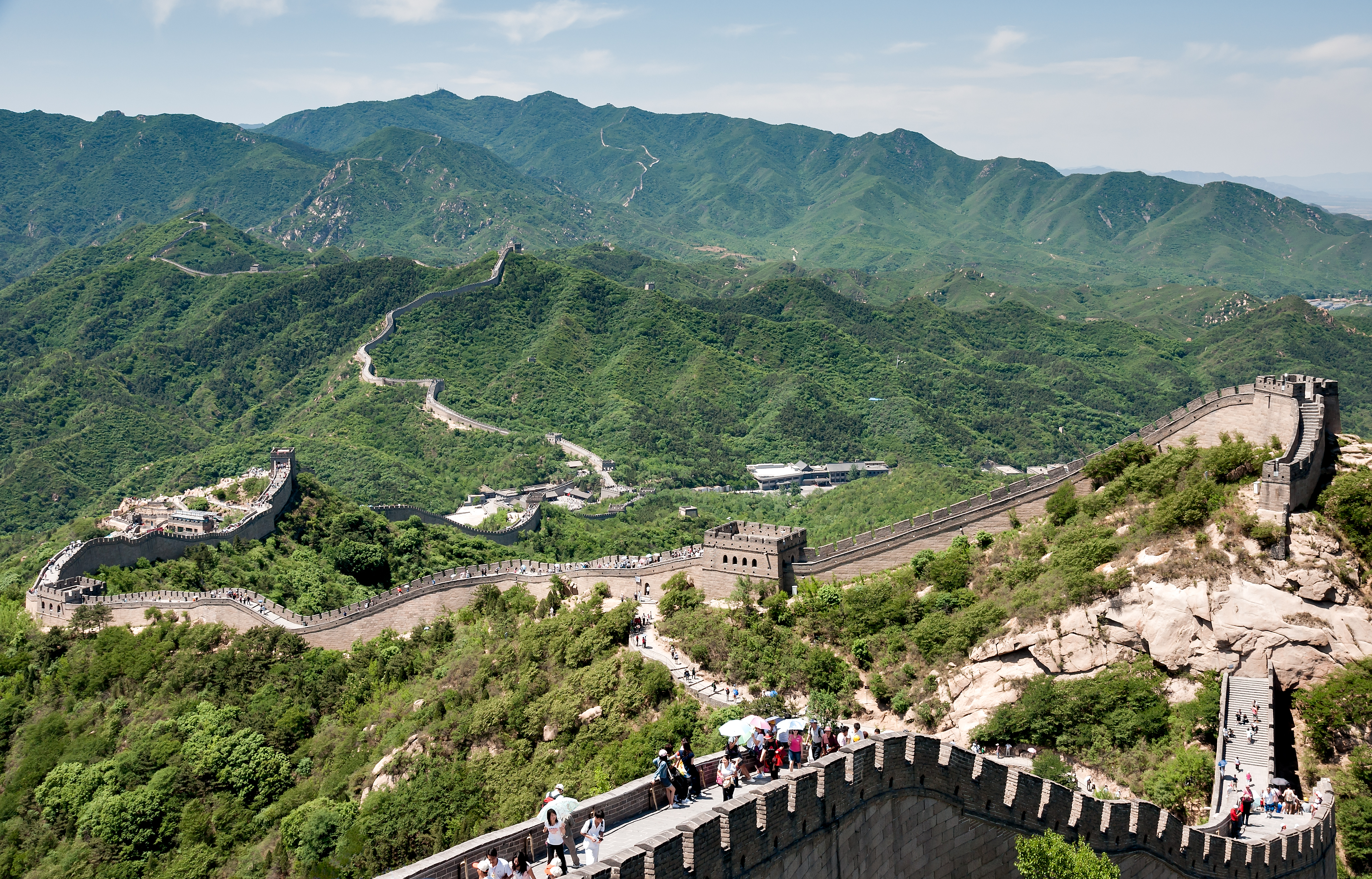
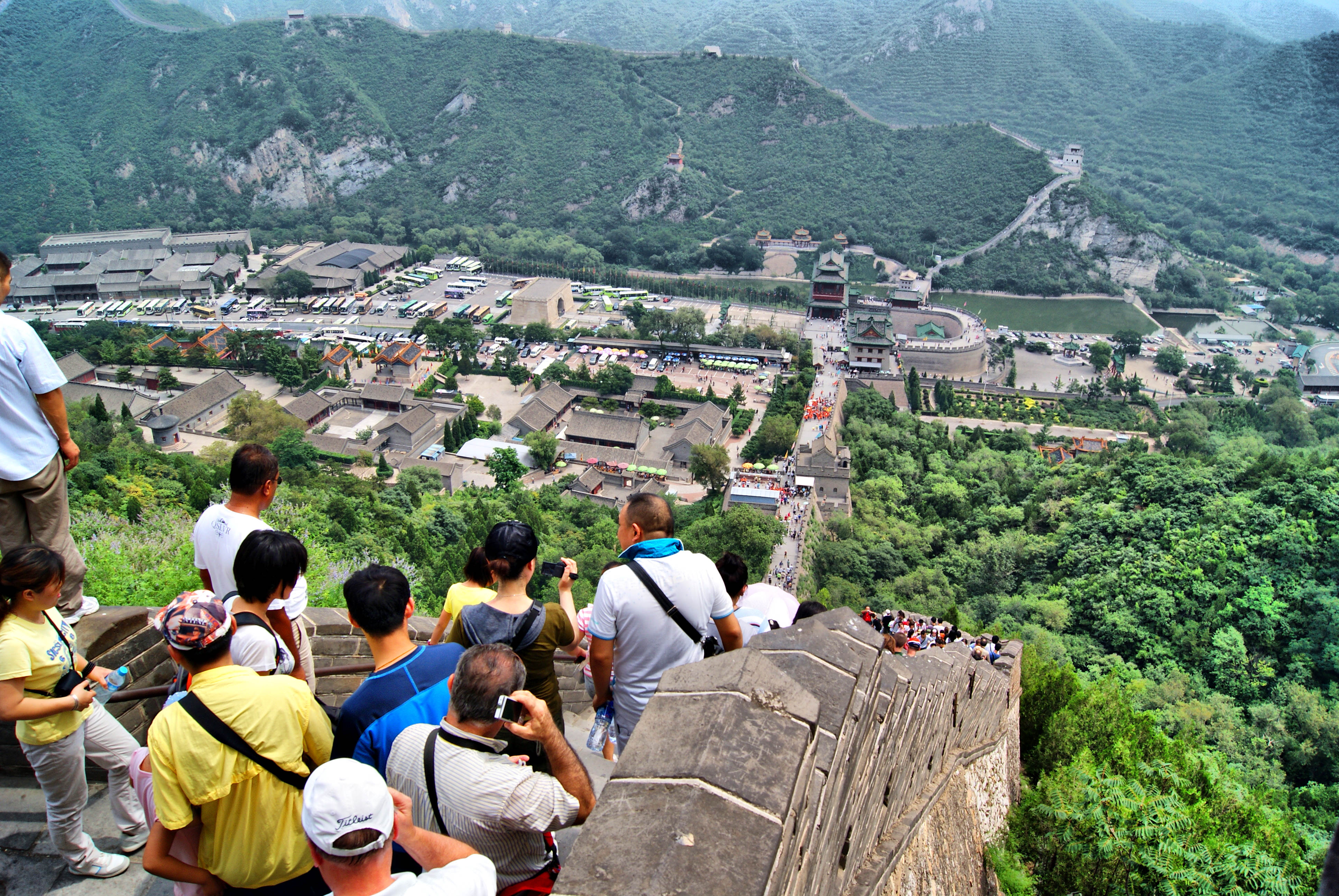
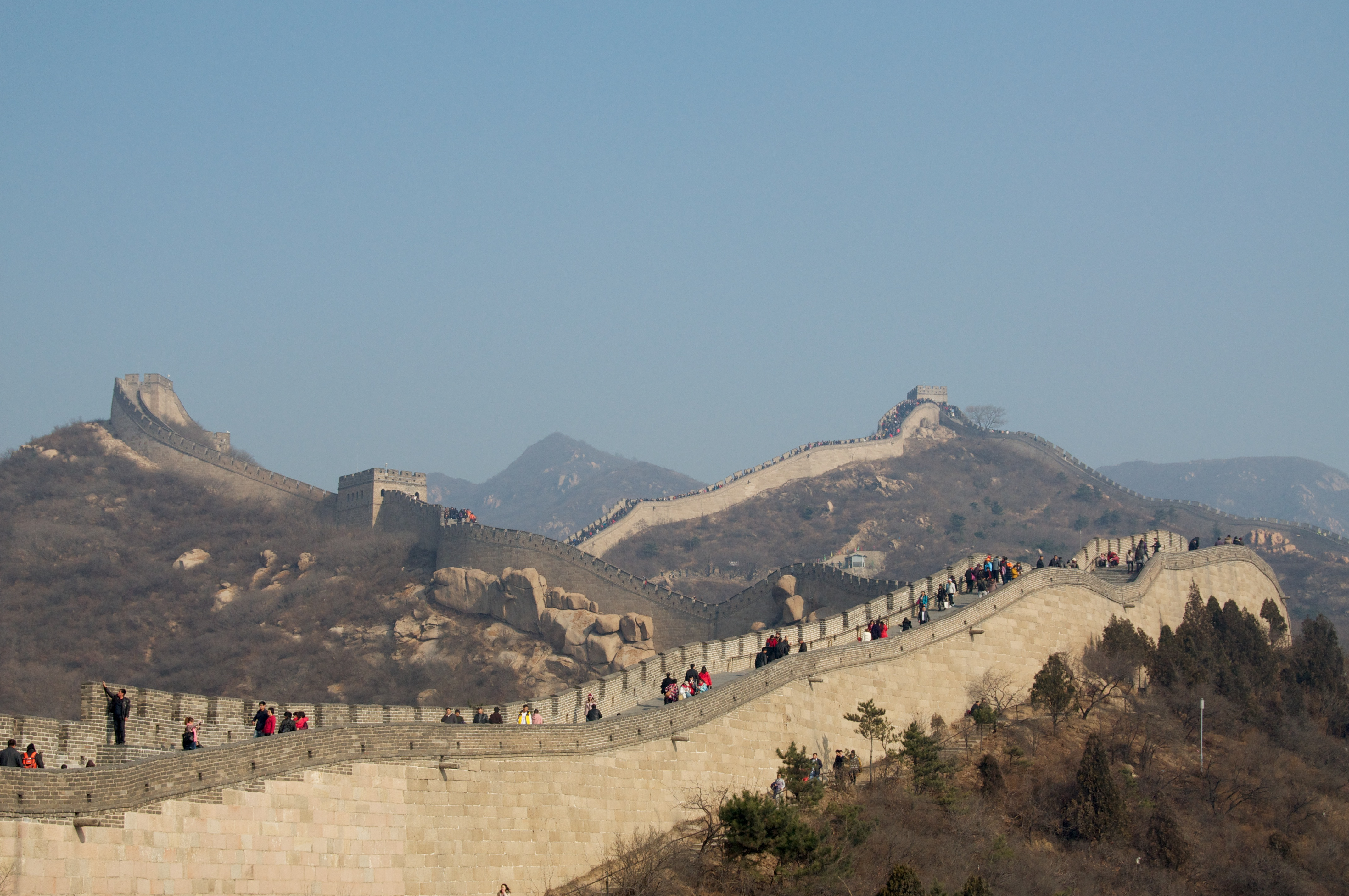